# 사이가 미츠키
사이가 미츠키(일본어: 斎賀 みつき, 1973년 6월 12일 ~ )는 일본의 성우이다. 주로 소년 연기를 맡으며, 청년 연기까지 커버할 수 있다. 켄 프로덕션 소속.

## 출연작

### TV 애니메이션
1998년
- 명탐정 코난 (다수의 단역들)

1999년
- 카우보이 비밥 (마스코트,컴퓨터의 소리)
- 성계의 문장 (델크토의 소년들,페그다쿠베 세무네,인류 통합체 보도관)
- 마이크로맨 (이사무)
- 조이드(ZOIDS) (레이븐)

2000년
- 학교괴담 (오카베 선생님)
- 성계의 전기 (소바슈)

2001년
- 소울테이커(다테 쿄우스케)
- 샤먼킹 (소년 아미다마루)
- 포켓몬스터 (이사미)
- 조이드 신세기제로 (제이미 헤메로스)
- 방가방가 햄토리 (오스칼 츠키지마)
- 카스민 (키리노 키리히코)
- 사이보그 009 THE CYBORG SOLDIER (필)
- 오쟈루마루 (호우키 쥰)
- 진 샤프트 (나탈리 콕트)

2002년
- 피타텐(아야노코지 타카시)
- 왕도둑 징 (징)
- .hack//SIGN (츠카사)
- 아소봇 전기오구 (겐)
- 겟 백커즈 (마쿠베스)
- 전광초특급 히카리안(마하특급 델타트레인) (AHR레스큐)
- 록맨 에그제 (이쥬인 엔잔)

2003년
- 내일의 나쟈(프란시스, 키스)
- 우주의 스텔비아 (오다와라 마사루)
- 피스메이커 쿠로가네 (오키타 소우지)
- R.O.D -THE TV- (쥬니어)
- 아쿠에리안 에이지 Sign for Evolition (阿羅耶識西)
- 이누야샤 (신타로)
- 우주의 스텔비아 (오다와라 마사루)
- E'S OTHERWISE (바드)
- 길가메쉬 (카게야마 히로코(백작부인))
- 크러시기어 Nitro (LT)
- 도라에몽 (스즈키 시게토)
- 강철의 연금술사 (마리아 로스)
- 포켓몬스터AG (슈우)
- 록맨에그제 액세스 (이쥬인 엔잔)

2004년
- 마이히메 (하라다 치에)
- SD건담포스 (날개의 기사 제로)
- 오늘부터 마왕 (폰 비레펠트 경 볼프람)
- 현시연 (코사카 마코토)
- 고롯케 (브리트)
- 마리아님이 보고계셔 (카토 케이)
- 메이저 1기 (안도 타카후미)
- 록맨에그제 스트림 (이쥬인 엔잔)
- 창궁의 파트너 (코타테 마모루)

2005년
- 마이오토메 (치에 헬러드)
- 우에키의 법칙 (로베르트 하이든)
- 오늘부터 마왕 2기 (폰 비레펠트 경 볼프람)
- 딸기 100% (쿠로카와 시오리)
- 클러스터 엣지 (베스비어 발렌티노)
- 슈가슈가룬 (모리타 켄지)
- 메이저 2기 (사오토메 요시하루 어린시절)
- 메르헤븐 (팬텀)
- 러브리스 (나츠오)
- 록맨 에그제 비스트 (이쥬인 엔잔)
- 코텐코텐코 (루우)

2006년
- 도키메키 메모리얼 Only Love(이사장의 비서)
- 서쪽의 착한 마녀(이그레인 버넷)
- 디그레이맨 (저스데비 - 데비트)
- 오란고교 호스트부(아마쿠사 베니오)
- 코텐코텐코 (루우)
- 사사미☆마법소녀클럽 (아미타브)
- .hack//Roots (캐시미어)
- 서쪽의 착한마녀 Astraea Testament (이그레인 바넷)
- 격부술사 요역문 (사에구사 토시오)
- 행운!(해피☆럭키)빅크리맨 (무나카타 나제)
- 블랙캣 (린 샤오리)
- PROJECT BLUE 지구SOS (페니 카터)
- 록맨에그제 비스트+ (이쥬인 엔잔)
- 멍멍 세레프 나가라! 테츠노신 (토오루)

2007년
- 강철삼국지(능통 공적,육손 백언 어린시절)
- 모야시몬(유키 케이)
- 영국사랑이야기 엠마 제2막(아델레)
- 지구로…(죠미 마키스 신)
- 천원돌파 그렌라간(로시우 아다이)
- 현시연 2기(고사카 마코토)
- 델트라퀘스트 (데인)
- 일기당천 Dragon Destiny (사마의 중달)
- 월면토병기 미이나 (하제미 칸지)
- 현시연 2기 (코사카 마코토)
- 신령사냥/GOHST HOUND (야쿠시 케이)
- DARKER THAN BLACK 흑의 계약자 (아이린)
- Moon Light Mile 1기 (모에라 제퍼슨)
- Moon Light Mile 2기 (모에라 앤)
- 무시우타 (담임선생님,대식가)

2008년
- 작안의 샤나 II('영원한 연인' 요한)
- 캐릭캐릭 체인지 (산죠 카이리)
- 모노크롬 팩터 (쿠죠 하루카)
- 오늘부터 마왕 3기 (폰 비레펠트 경 볼프람)
- 닌자의 왕 (요이테(코우도 소라))
- 닌자보이 란타로 (이마후쿠 히코시로)
- 파왕천유희 (이리쟈 바트넬)

2009년
- 07-GHOST (테이토 클라인)
- 기동전사 건담 00 (리바이브 리바이벌)

2010년
- 메탈파이트 베이블레이드 폭 [2기,세계정복] (리 치윤)
- 해파리공주(코이부치 쿠라노스케)

2011년
- 이나즈마 일레븐 GO (신도 타쿠토)

2012년
- 모야시몬 리턴즈(유키 케이)
- 익시온 사가 DT (KT)

2014년
- 프리파라 (시쿄인 히비키)

2015년
- 아이카츠! - 무레타 아츠로

2020년
- 무효와 로지의 마법률상담사무소 2기 - 사이가 미츠키

### OVA
2001년
- 카이도마루 (사카타노 킨토키)
- 마징카이저 (호오노 쥰)

2002년
- hack//GIFT (츠카사,에르크)
- hack//G.U. Returner (엔듀런스)
- 간호마녀 코무기쨩 매지카르테 (다테 쿄우스케)

2003년
- 트라이앵글 하트3~Sweet Song Foever~ (미카미 마사토)
- I'll/CKBC (카나모토 코지)
- 왕도둑Jing in Seventh Heaven (징)

2004년
- 우주교향시 메텔 은하철도 999 외전 (나스카)
- 코제트의 초상 (쿠라하시 에이리)

2005년
- 성계의 전기3 (소바슈)
- 헬싱 OVA (하인켈 우프)

2006년
- 마이오토메 츠바이 (치에 핼러드)
- 프로젝트 블루 지구 SOS (페니 카터)

2007년
- 오늘부터 마왕R (폰 비레펠트 경 볼프람)
- 츠바사 TOKYO REVELATIONS (카쿄)

### 웹 애니메이션
2001년
- 아즈망가 대왕 Web판(카구라)

### 극장판 애니메이션
2024년
- 진격의 거인 더 라스트 어택(옐레나)

### 드라마 CD
2007년
- 쓰르라미 울 적에 드라마 CD - (호조 사토시)

### 게임
1998년
- 크로스 탐정 이야기(니시야마 미레이)

2001년
- 고에몽 신세대습명!(요시츠네)

2003년
- 스타오션3 Till the End of Time(의사)
- 판타스틱 포츈2(유니시스 하쉘)
- 사야의 노래(탄보 료코):사토 마코토(佐藤まこと) 명의
- 사무라이 스피릿츠 제로(쿠로코우지 유메지)

2005년
- 럼블로즈(이블 로즈(노블 로즈))
- 판타스틱 포츈2☆☆☆(유니시스 하쉘)
- Rhapsodia(세네카, 시메온)
- 물의 선율(시타라 스구루)
- 물의 선율2 비의 기억(시타라 스구루)
- 메르헤븐 ÄRM FIGHT DREAM(팬텀)
- 서몬 나이트 크라프트 소드 이야기 ~시작의 돌~(킬피스)

2006년
- 영웅전설 VI 천공의 궤적 FC(요슈아 브라이트)
- 영웅전설 VI 천공의 궤적 SC(요슈아 어스트레이)
- 메르헤븐 칼데아의 악마(팬텀)
- 화귀장(하나시로)
- 메르헤븐 망각의 클라비아(팬텀)
- 테일즈 오브 더 템페스트(루키우스 브리지)
- 자율 기동 전차 이즈나(키타가와 이잔, 수정)

2007년
- 루미너스 아크(요하네스)
- 영웅전설 천공의 궤적 TC(요슈아 어스트레이)
- 테일즈 오브 팬덤 Vol.2(반 그란츠(16세))

2008년
- 아머드 코어 포앤서(쥬리어스 에어리)

2009년
- 스타오션4 The Last Hope(페이즈 시퍼 벨레스)

### 배우
- 원더풀 월드(아마무라 마야)